# WorldWide Telescope

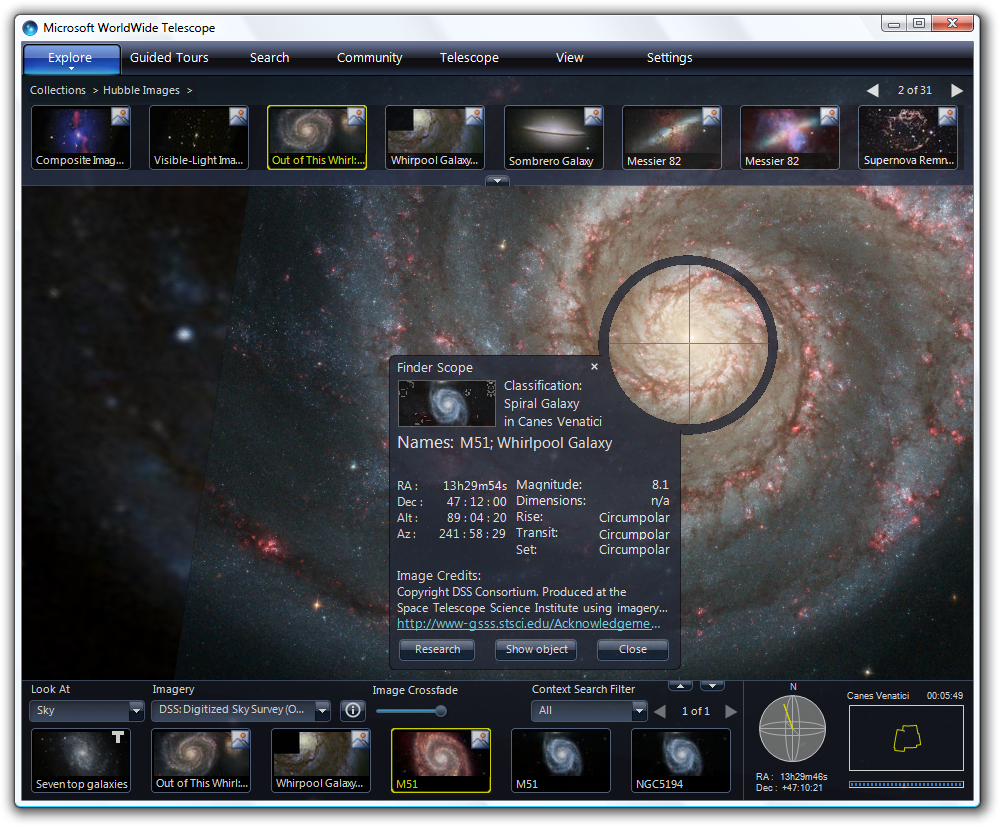
Capture d'écran de WorldWide Telescope (2010).

WorldWide Telescope est un service de la compagnie Microsoft qui permet aux internautes de naviguer virtuellement au milieu des étoiles et des galaxies, grâce à l'agrégation et à la mise en forme de milliers d'images en provenance des grands télescopes terrestres et spatiaux. Lancé en février 2008, ce service vient faire concurrence au service similaire de Google, accessible dans l'application Google Earth. 